# Normanna Strait
Die Normanna Strait ist eine 1,6 km breite Meerenge im Archipel der Südlichen Orkneyinseln. Sie trennt Signy Island im Süden von der nördlich gelegenen Insel Coronation Island.
Diese Passage entdeckte der britische Kapitän Matthew Brisbane (1787–1833), der gemeinsam mit James Weddell im Januar 1823 die Südlichen Orkneyinseln erreichte. Der Name erscheint erstmals auf Landkarten, die auf den Vermessungen des norwegischen Kapitäns Petter Sørlle zwischen 1912 und 1913 beruhen. Namensgeber ist vermutlich das Walfangschiff D/S Normanna aus dem norwegischen Sandefjord.